# 埼玉アストライアの選手一覧
埼玉アストライアの選手一覧（さいたまアストライアのせんしゅいちらん）は、日本女子プロ野球機構の埼玉アストライアに所属していた選手の一覧である。

## 元スタッフ
監督・コーチ
- 川保麻弥（監督[1]）
- 河本悠（監督）
- 中島梨紗（監督）
- 福留宏紀（コーチ）
- 大山唯（監督）
- 山崎舞（コーチ）
- 新原千恵（監督）

## 引退・移籍した選手

### 引退・退団選手

#### い
- 一尾星吏夏（2019）→退団
- 泉由有樹（2019）→退団→淡路BRAVEOCEANS
- 泉由希菜（2020）→退団→淡路BRAVEOCEANS
- 磯崎由加里（2019）→退団→エイジェック→はつかいちサンブレイズ
- 今井志穂（2019）→退団
- 岩谷美里（2020）→退団→はつかいちサンブレイズ

#### お
- 大倉三佳（2013）→引退→兵庫ディオーネコーチ（2015）→レイアコーチ（2016-2017途）→レジーナ→引退
- 太田あゆみ（2019）→退団
- 大田秀奈美（2015）→引退
- 奥田実里（2013）→引退[2]

#### か
- 甲斐田陽菜（2019）→退団
- 加藤優（2019）→退団→GOOD・JOB→引退
- 川端友紀（2018）→引退[3]→エイジェック（選手兼コーチ）→九州ハニーズを創設[4]
- 川保麻弥（2013）→引退→イースト・アストライア監督(2014 - 2015)→レジーナ創設（監督兼選手）

#### く
- 熊崎愛（2016）→引退

#### し
- 塩谷千晶（2018）→退団→エイジェック

#### た
- 田口紗帆（2019）→退団
- 只埜榛奈（2019）→退団→Nexsus
- 谷山莉奈（2019）→退団
- 田口真奈（2020）→阪神タイガース Women

#### つ
- 水流麻夏（2020）→阪神タイガース Women

#### て
- 出口彩香（2016）→引退→ハナマウイ→アマチュア女子硬式野球ライオンズ・レディース

#### な
- 長尾朱夏（2018）→引退→ハナマウイ→アマチュア女子硬式野球ライオンズ・レディース
- 中島梨紗（2015）→埼玉アストライアコーチ（2016）→埼玉アストライア監督（2017）→日本代表監督（2021）
- 中田友実（2020）→淡路BRAVEOCEANS
- 中野菜摘（2018）→引退
- 中平千佳（2016）→引退
- 楢岡美和（2018）→退団→エイジェック→九州ハニーズを創設[5]

#### は
- 半田渚（2015）→ZENYO BEAMS[6]→阪神タイガース Women

#### ふ
- 古谷恵菜（2020）→淡路BRAVEOCEANS

#### ま
- 松永栞（2016）→引退
- 松村朱咲（2018）→退団→エイジェック→引退

#### み
- 三上実穂（2020）→退団
- みなみ（2020）→阪神タイガース Women
- 御山真悠（2019）→退団→GOOD・JOB

#### や
- 柳理菜（2020）→退団
- 山口千沙季（2019）→退団
- 山崎まり（2019）→退団→アマチュア女子硬式野球ライオンズ・レディース

### 移籍選手

#### い
- 岩見香枝（2015途）→京都フローラ、（2019年）→愛知ディオーネ

#### え
- 海老悠（2019途）→愛知ディオーネ

#### お
- 大串桃香（2018）→京都フローラ
- 大澤靖子（2014）→ディオーネ
- 奥村奈未（2018）→愛知ディオーネ

#### さ
- 佐々木希（2019）→ 京都フローラ→退団→エイジェック

#### は
- 坂東瑞紀（2016）→兵庫ディオーネに交換トレードで移籍

#### ま
- 前田桜茄（2019途）→愛知ディオーネ

#### み
- 三浦由美子（2016）→兵庫ディオーネに交換トレードで移籍
- 三原遥（2015）→兵庫ディオーネ[7]

### 派遣選手
- 石黒貴美子（2019）
- 岡田桃香（2019）
- 平井菜生（2019）
- 中川莉奈（2019 - 2020）
- 黒長桃可（2020）
- 高橋海音（2020）
- 坂口英里（2020）
- 中村柚葉（2020）